# Tekmāl
Tekmāl är en ort i Indien.   Den ligger i distriktet Medak och delstaten Telangana, i den centrala delen av landet, 1 200 km söder om huvudstaden New Delhi. Tekmāl ligger 494 meter över havet och antalet invånare är 39 164.
Terrängen runt Tekmāl är platt. Runt Tekmāl är det ganska tätbefolkat, med 248 invånare per kvadratkilometer. Tekmāl är det största samhället i trakten. Trakten runt Tekmāl består till största delen av jordbruksmark.